# Белорусская федерация борьбы
Белорусская федерация борьбы (БФБ) — организация, занимающаяся проведением спортивных мероприятий, направленных на развитие греко-римской и вольной борьбы в Белоруссии. Занимается организацией национальных чемпионатов, сборных страны, поддержкой, развитием и популяризацией борьбы в целом. Является аффилированным членом Международной федерации объединённых стилей борьбы (UWW).

## История
Белорусская федерация борьбы была основана в 1992 году. В том же году федерация стала аффилированным членом FILA, благодаря чему сборная Белоруссии получила право принимать участие в чемпионатах мира и Европы. С момента основания и на протяжении 16 лет федерацией руководил трехкратный олимпийский чемпион Александр Медведь, c 2008 он является почетным председателем федерации.
Начиная с 1996 года белорусские борцы на Олимпийских играх завоевали 14 медалей. В греко-римской борьбе 7 медалей, две серебряные: Александр Павлов (1996), Сергей Лиштван (1996); пять бронзовых: Валерий Циленьть (1996), Дмитрий Дебелка (2000), Вячеслав Макаренко (2004), Михаил Семёнов (2008), Джавид Гамзатов (2016).
В вольной борьбе 4 медали, три серебряные: Алексей Медведев (1996), Мурад Гайдаров (2008), Магомедхабиб Кадимагомедов (2020); одну бронзовую: Ибрагим Саидов (2016). 
В женской вольной борьбе 3 медали, две серебряные: Мария Мамошук (2016), Ирина Курочкина (2020); одну бронзовую: Ванесса Колодинская (2020).
Чемпионами мира становились: Герман Контоев (2001), Алим Селимов (2005, 2011), Алексей Шемаров (2011), Ванесса Колодинская (2012, 2017).
Чемпионами Европы по греко-римской борьбе становились: Сергей Демяшкевич (1993), Сергей Лиштван (1996, 1998, 2000), Вячеслав Макаренко (2000), Борис Радкевич (2001), Сергей Артюхин (2005), Александр Кикинев (2010), Тимофей Дейниченко (2011), Элбек Тожиев (2013), Максим Негода (2020).
Чемпионами Европы по вольной борьбе становились: Альберт Батыров (2007), Магомедхабиб Кадимагомедов (2020).
Чемпионками Европы по женской вольной борьбе становились: Анастасия Гучок (2013), Мария Мамошук (2016), Ванесса Колодинская (2017, 2020, 2024), Ирина Курочкина (2018, 2021, 2024).

## Адрес
Штаб-квартира находится по адресу: 220020, г. Минск, пр. Победителей, 18/2, оф.203

## Председатели федерации
- Медведь, Александр Васильевич (1992-2008)
- Чиж, Юрий Александрович (2008-2016)
- Дубковский, Александр Сергеевич (2016-2017)
- Маджидов, Камандар Бафалиевич (2017-2021)
- Селимов, Алим Максимович (c 2021)

Председатели Белорусской федерации борьбы
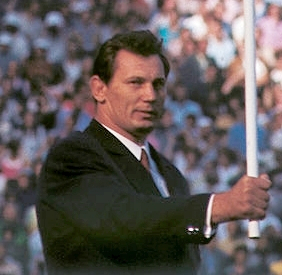
Александр Медведь
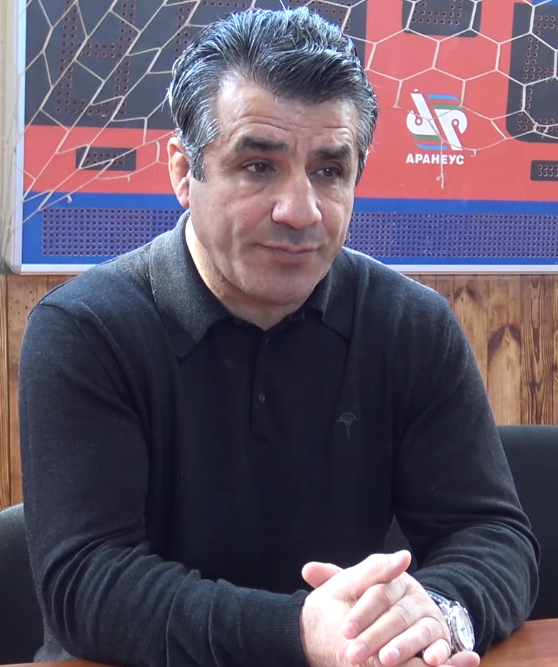
Камандар Маджидов

## Организация соревнований
- С 1994 года в Минске проводится традиционный «Международный турнир памяти Олимпийского чемпиона Олега Караваева»;
- Чемпионат Европы по греко-римской борьбе 1998 года в Минске;
- Чемпионат Европы по вольной борьбе 1999 года в Минске;
- Кубок мира по греко-римской борьбе 2011 года в Минске;
- Соревнования по борьбе на II Европейских играх 2019 года в Минске.